# Lúcio Salvidieno Rufo Salviano
Lúcio Salvidieno Rufo Salviano (em latim: Lucius Salvidienus Rufus Salvianus) foi um senador romano nomeado cônsul sufecto no final do ano de 52 com Fausto Cornélio Sula Félix. Era descendente de Quinto Salvidieno Rufo, um almirante e general amigo do imperador Augusto, possivelmente com uma mulher da gente Sálvia.

## Carreira
Salviano começou sua carreira na época de Calígula, mas quase nada se sabe sobre ela. Depois de seu consulado, foi nomeado legado imperial da Panônia, onde estava em 60.
Seu destino é desconhecido.